# Corynomalus vestitus
Corynomalus vestitus es una especie de coleóptero de la familia Endomychidae.

## Distribución geográfica
Habita en Brasil.